# Kanzel (Altenbaindt)

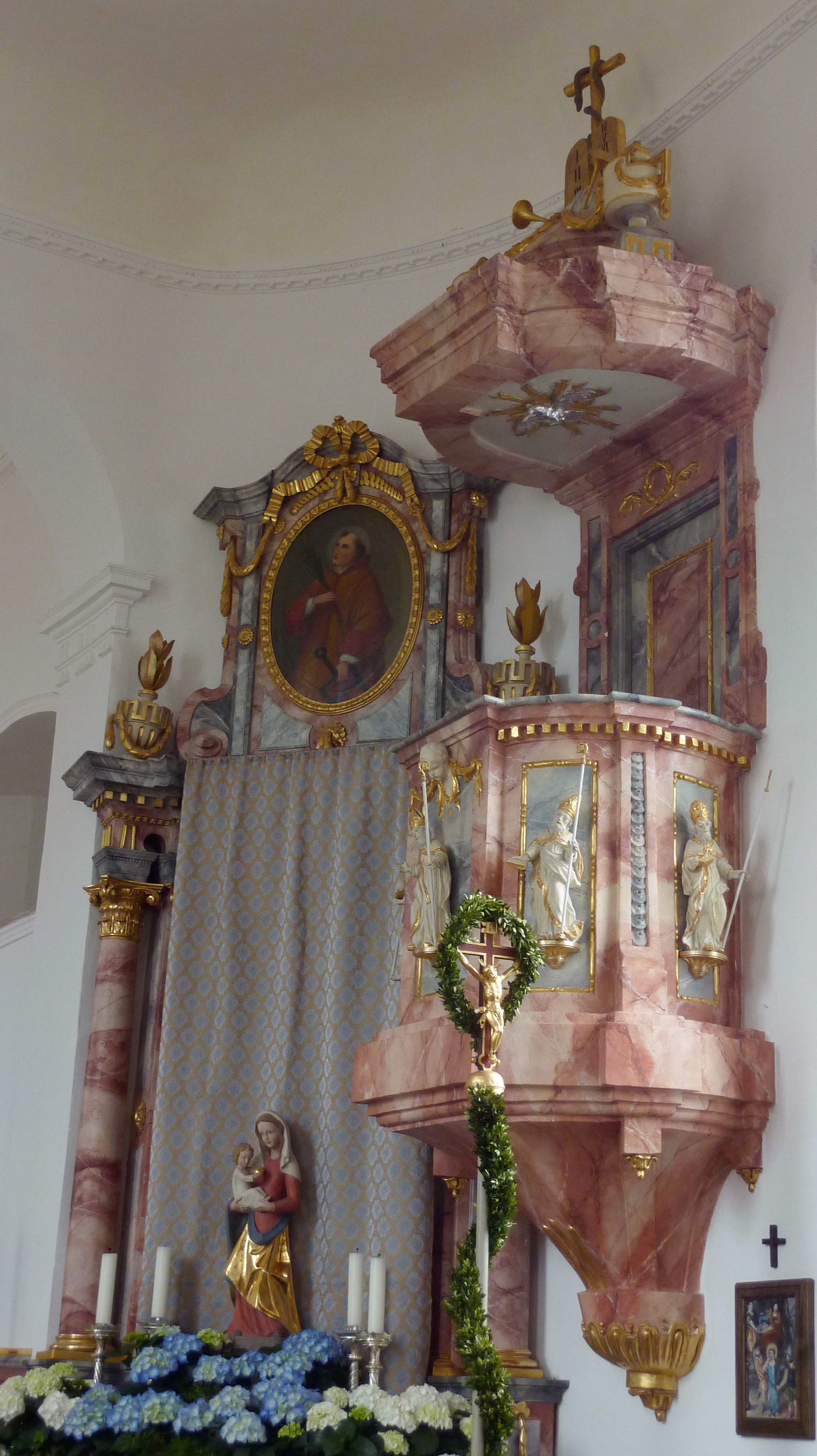
Kanzel in Altenbaindt

Die Kanzel in der katholischen Pfarrkirche St. Stephan in Altenbaindt, einem Gemeindeteil von Holzheim im Landkreis Dillingen an der Donau im bayerischen Regierungsbezirk Schwaben, wurde um 1790 geschaffen. Die Kanzel im Stil des Rokoko ist ein Teil der als Baudenkmal geschützten Kirchenausstattung.
Die Kanzel aus Holz wurde vermutlich von Alois Amann geschaffen. Der runde Kanzelkorb besitzt eine Pilastergliederung mit flachem Feld an der Vorderseite. In den Feldern stehen auf Konsolen die Holzfiguren der vier abendländischen Kirchenlehrer Ambrosius, Augustinus, Hieronymus und Gregor der Große. 
Der Schalldeckel ist mit Vasen, einem schlangenumwundenen Kreuz, Gesetzestafeln und Posaunen geschmückt. An der Unterseite ist die Heiliggeisttaube zu sehen.